# Marell Boats M15
Marell Boats AB M15 är en båttyp från Marell Boats i Östhammar. Det är en patrullbåt i aluminium, som med två Volvo Penta D6-440 DPI har en högsta hastighet på 45 knop.
Båtmodellen är konstruerad av Patrik Söderholm på Marell Boats AB och Magnus Ödling på Ovinge Ingenjörsbyrå i Själevad.

## Polisbåt 39-9960
Polisbåt 39-9960 var den första serietillverkade M15-båten. Hon levererades i juni 2020 till Sjöpolisen i Nacka strand.